# Guinea Equatoriale ai Giochi della XXXIII Olimpiade
La Guinea Equatoriale ha partecipato ai Giochi della XXXIII Olimpiade, svoltisi a Parigi dal 26 luglio all'11 agosto 2024, con una delegazione di 3 atleti, 2 uomini e una donna, in 2 discipline.

## Delegazione
| Sport            | Uomini | Donne | Totale |
| ---------------- | ------ | ----- | ------ |
| Atletica leggera | 1      | 1     | 2      |
| Nuoto            | 1      | 0     | 1      |
| Totale           | 2      | 1     | 3      |

## Risultati

### Atletica leggera
| Q | Qualificato al turno successivo per la posizione in qualificazione                                                           |
| q | Qualificato per il turno successivo per ripescaggio o, negli eventi su campo, conquistando la misura minima per qualificarsi |

Maschile
Eventi su pista e strada
| Atleta            | Evento      | Preliminari | Preliminari | Batterie        | Batterie        | Semifinale      | Semifinale      | Finale          | Finale          |
| Atleta            | Evento      | Risultato   | Posizione   | Risultato       | Posizione       | Risultato       | Posizione       | Risultato       | Posizione       |
| ----------------- | ----------- | ----------- | ----------- | --------------- | --------------- | --------------- | --------------- | --------------- | --------------- |
| Remigio Santander | 100 m piani | 11"65       | 7º          | non qualificato | non qualificato | non qualificato | non qualificato | non qualificato | non qualificato |

Femminile
Eventi su pista e strada
| Atleta         | Evento      | Preliminari | Preliminari | Batterie        | Batterie        | Semifinale      | Semifinale      | Finale          | Finale          |
| Atleta         | Evento      | Risultato   | Posizione   | Risultato       | Posizione       | Risultato       | Posizione       | Risultato       | Posizione       |
| -------------- | ----------- | ----------- | ----------- | --------------- | --------------- | --------------- | --------------- | --------------- | --------------- |
| Sefora Ada Eto | 100 m piani | 13"63       | 7ª          | non qualificata | non qualificata | non qualificata | non qualificata | non qualificata | non qualificata |

### Nuoto
Maschile
| Atleta        | Evento            | Batterie | Batterie  | Semifinali      | Semifinali      | Finale          | Finale          |
| Atleta        | Evento            | Tempo    | Posizione | Tempo           | Posizione       | Tempo           | Posizione       |
| ------------- | ----------------- | -------- | --------- | --------------- | --------------- | --------------- | --------------- |
| Higinio Ndong | 50 m stile libero | 28"42    | 67º       | non qualificato | non qualificato | non qualificato | non qualificato |